# Siegfried III van Eppstein

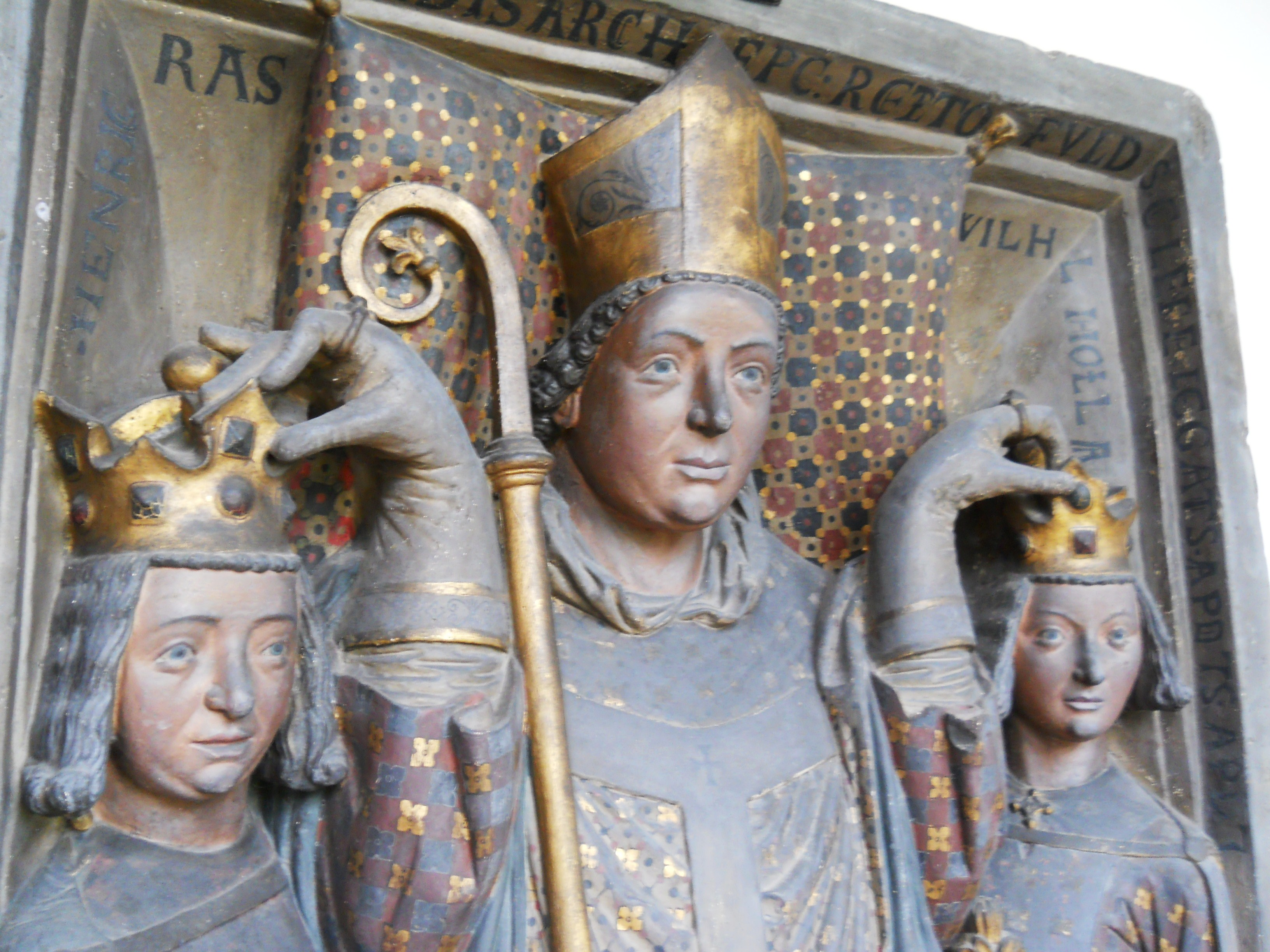
Grafsteen, Germanisches Nationalmuseum

Siegfried III van Eppstein (1194-1249) was aartsbisschop van Mainz en aartskanselier van het Heilig Roomse Rijk. Hij was een telg uit het Huis Eppstein. Aartsbisschop Siegfried II van Eppstein was zijn oom.

## Levensloop
In 1230 volgde hij zijn oom op. Koning Hendrik VII kwam in 1234 in opstand tegen zijn vader Keizer Frederik II. In de zomer van 1235 kwam Frederik naar Duitsland, zette zijn zoon af en kroonde zijn tweede zoon Koenraad IV tot nieuwe koning. Aangezien Koenraad nog minderjarig was, werd Siegfried zijn voogd. Zelf toen de paus Frederik excommuniceerde bleef hij aan zijn kant staan.
Toen de nieuwe Paus Innocentius IV (1243-1254) Siegfried tot pauselijk legaat benoemde veranderde hij van kamp. In 1244 creëerde hij de vrijstad Mainz. Tijdens het Eerste Concilie van Lyon in 1245 werd Keizer Frederik afgezet. In 1246 benoemde Siegfried eerst Hendrik Raspe IV en daarna Willem II van Holland tot tegenkoning van Duitsland (zie foto).
Siegfried III overleed op 9 maart 1249 in Bingen. Hij werd begraven in de Dom van Mainz.